# Nu Octantis
Désignations
Nu Octantis (ν Oct / ν Octantis) est l'étoile la plus brillante de la constellation de l'Octant. Sa magnitude apparente est de +3,73. Elle est distante de ∼ 63,3 a.l. (∼ 19,4 pc) de la Terre.
Nu Octantis est une étoile binaire spectroscopique. Sa composante primaire est une géante rouge de type spectral K1III.